# 兵团日报
《兵团日报》，是中国共产党新疆生产建设兵团委员会的机关报。

## 简介
中国共产党新疆生产建设兵团委员会机关报起初是1953年5月22日创刊的《新疆解放军报》分版出刊的《生产战线》。1957年元旦，更名为《新疆生产战线报》。1969年4月，更名为《军垦战报》。1983年8月1日，更名为《新疆军垦》。1991年元旦，更名为《新疆军垦报》。1994年元旦，更名为《兵团日报》。《兵团日报》用汉文、维吾尔文两种文字出版。
《兵团日报》由兵团日报社出版。兵团日报社是中国共产党新疆生产建设兵团委员会宣传部下属正厅级事业单位，下辖兵团网、兵团手机报、生活晚报、传播论坛杂志等等。
2018年，报纸入选2017年全国百强报纸推荐名单。